# Комаба-Тодаймаэ (станция)
Станция Комаба-Тодаймаэ (яп. 駒場東大前駅 комаба то:дай маэ эки) — железнодорожная станция на линиях Инокасира, расположенная в специальном районе Мэгуро, Токио.
Комаба это название местности в которой расположена станция, Тодаймаэ — переводится как «перед Тодай». «Тодай» — это сокращённое название Токийского Университета, кампус которого находится недалеко от станции.

## Планировка станции
2 пути и одна платформа островного типа.
| 1 | ■ Линия Инокасира | Симо-Китадзава ・ Мэйдаймаэ ・ Эйфукутё ・ Кугаяма ・ Китидзёдзи |
| 2 | ■ Линия Инокасира | Сибуя                                                            |

## Близлежащие станции
| «                           |  | Линия           |  | »       |
| --------------------------- |  | --------------- |  | ------- |
| Синсэн                      |  | Линия Инокасира |  | Икэноуэ |
| Express: не останавливается |  |                 |  |         |